# Astérix chez Rahàzade
Astérix chez Rahàzade est le vingt-huitième album de la bande dessinée Astérix, publié en octobre 1987, scénarisé et dessiné par Albert Uderzo.

## Résumé
Les Gaulois célèbrent la reconstruction de leur village, incendié précédemment (dans l'album Le Fils d'Astérix). Arrive Kiçàh, fakir voyageant en tapis volant depuis le pays de l'Indus. Il explique que, dans son royaume de la vallée du Gange, pas une goutte de pluie n'est tombée depuis plusieurs mois, que le gourou Kiwoàlàh prétend que le seul moyen d'apaiser les dieux et de faire tomber la pluie est de sacrifier la princesse Rahàzade, fille du rajah Cékouhaçà. Le fakir vient donc pour rencontrer Assurancetourix, barde chantant tellement mal qu'il fait pleuvoir, et il lui demande  de l'accompagner en Inde, afin que la princesse ne soit pas exécutée. Bien que vexé, le barde accepte de partir avec Kiçàh sur son tapis volant, accompagné d'Astérix, d'Obélix et d'Idéfix.
Pendant leur voyage effectué en un temps record, les Gaulois et le fakir font des étapes pour les repas, manquent de tomber du tapis en se disputant, traversent la Gaule, rencontrent les pirates dont ils prennent les provisions, survolent Rome où Jules César convalescent retombe malade en les voyant, et finissent par tomber à l'eau. Ils sont repêchés par un marchand grec, Karédas, dans son bateau où Kiçàh tombe dans une amphore de vin, rendu momentanément ivre et incapable de faire voler le tapis pour reprendre le voyage. Karédas les laisse sur une côte où les Gaulois attendent que le fakir revienne à lui, et ils reprennent leur voyage : ils arrivent en Grèce et survolent Athènes, puis passent à Tyr, où ils sont attaqués à coup de flèches. Survolant la Perse pendant un orage, le tapis volant prend feu sous l'effet de la foudre et est troué. Un marchand de tapis persans à qui ils demandent de le réparer refuse, jusqu'à ce que son village soit attaqué par des Scythes et sauvé par les Gaulois. Sur un nouveau tapis offert par le marchand, les voyageurs repartent, traversent la Perse et l'Himalaya, et arrivent enfin dans la vallée du Gange, où les attendent impatiemment le rajah Cékouhaçà, sa fille Rahàzade et sa servante Seurhàne.
Mais la voix d'Assurancetourix n'a pas supporté le voyage : quand il se présente à la foule pour chanter et faire pleuvoir, il est aphone, victime d'un chaud et froid. Le rajah Cékouhaçà le confie aux soins du dresseur d'éléphants Pourkoipàh qui lui fait prendre un bain de lait et de bouse d'éléphant. La nuit, le barde est enlevé par deux sbires du gourou Kiwoàlàh, qui l'abandonnent dans un dangereux cimetière d'éléphants au milieu de la jungle.
Le lendemain, Kiçah étant occupé à affronter Mercikhi, fakir du gourou Kiwoàlàh, Astérix et Obélix se lancent avec Pourkoipàh dans la jungle à la recherche du barde et de ses ravisseurs. Ces derniers et Mercikhi neutralisés, Astérix et Obélix retrouvent Assurancetourix, sauvé par les éléphants qui l'ont pris pour un des leurs à cause de l'odeur de son bain. Les Gaulois, récupérés par Kiçàh sur son tapis volant, repartent vite au palais, car le temps est compté : il ne reste que quelques minutes avant l'exécution de la princesse Rahàzade. Prévoyant, Astérix boit avec Assurancetourix la potion magique pour la bagarre à venir.
Au palais, l'heure fatidique a sonné, et le gourou Kiwoàlàh emmène la courageuse princesse Rahàzade devant le peuple pour le sacrifice. Au moment où le bourreau s'apprête à l'exécuter, les Gaulois arrivent in extremis pour la sauver et mettent en déroute les hommes du gourou. Durant la bagarre, Assurancetourix, grâce à la potion magique, retrouve finalement sa voix et se met à chanter, ce qui fait enfin tomber la pluie de la mousson.
Le rajah Cékouhaçà invite les Gaulois à son banquet. Au même moment,  les habitants du village gaulois fêtent eux aussi l'exploit de leurs amis.

## Personnages principaux
- Les habitants du village gaulois, dont : 
  - Astérix, guerrier,
  - Obélix, livreur de menhir,
  - Idéfix, chien d'Obélix,
  - Abraracourcix, chef du village,
  - Panoramix, druide,
  - Ordralphabétix, poissonnier,
  - Agecanonix, vieillard,
  - Cétautomatix, forgeron,
  - Assurancetourix, barde,
  - Bonemine, épouse d'Abraracourcix,
  - épouse d'Agecanonix,
- Kiçàh, fakir de la vallée du Gange,
- Cékouhaçà, rajah du pays de l'Indus, père de Rahàzade,
- Rahàzade, princesse du pays de l'Indus, fille de Cékouhaça,
- Kiwoàlàh, gourou,
- Décubitus, légionnaire romain ivre,
- Les pirates, dont : 
  - Barbe-Rouge (non nommé), chef des pirates,
  - Triple-Patte (non nommé), pirate unijambiste disant des citations latines,
  - Baba (non nommé), vigie des pirates,
  - un pirate évoquant la créature de Frankenstein.
- Jules César, imperator romain,
- Karédas, marchand grec,
- Seurhàne, servante de Rahàzade,
- Mercikhi, fakir, serviteur de Kiwoàlàh,
- marchand perse de tapis,
- cavaliers pirates scythes,
- Pourkoipàh, dresseur d'éléphants.

## Analyse

### Style

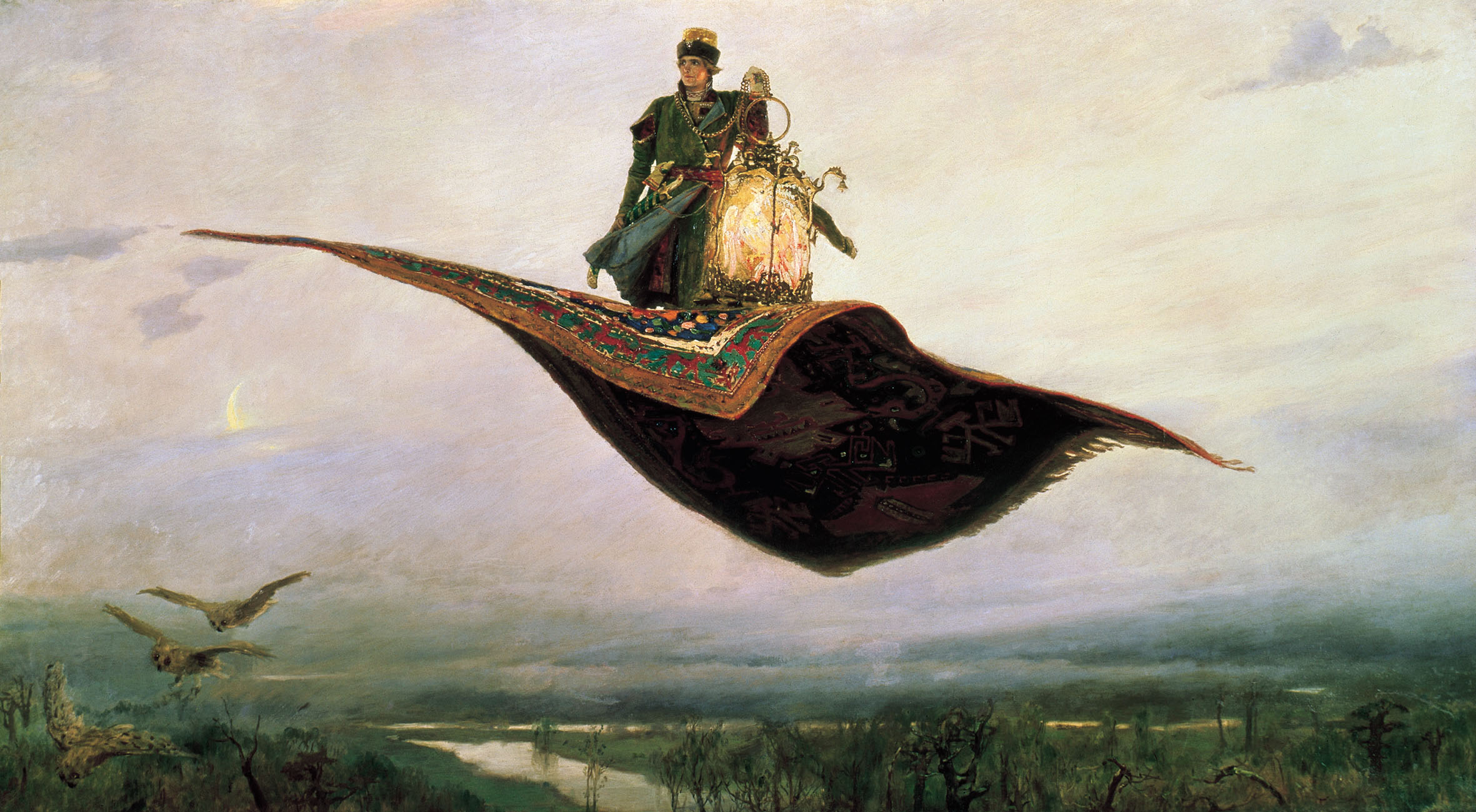
Le Tapis volant, de Victor Vasnetsov (1880, Musée des Beaux-Arts de Nijni Novgorod).

En dehors du fait qu'une potion puisse être magique pour donner une force invincible, et des anachronismes volontaires à visée humoristique, la bande dessinée Astérix était toujours restée dans le réalisme et le vraisemblable. À partir de ce 28e album, on commence à entrer dans le merveilleux et le fantastique : tapis volants, voyage Armorique-Vallée du Gange en un temps record, barde chantant si mal qu'il fait pleuvoir, y compris dans les maisons, fakirs charmeurs de cordes et lanceurs de foudre, etc. Ce changement de style va se poursuivre dans certains albums (notamment La Galère d'Obélix, où les Gaulois se rendent dans l'Atlantide peuplée de centaures et d'humains rajeunissant pour redevenir des enfants), pour atteindre son paroxysme en basculant dans la science-fiction avec l'album Le ciel lui tombe sur la tête (où des extraterrestres débarqueront au village gaulois), album qui est pour cette raison le plus critiqué de toute la collection.